# Axel Donner
Axel Donner (* 18. Mai 1954 in Altdöbern) ist ein deutscher Jazzpianist und Komponist, der in den letzten Jahrzehnten vor allem durch seine Filmmusiken hervorgetreten ist.

## Leben
Donner erhielt ersten Klavierunterricht mit 6 Jahren. Er studierte ab 1974 an der Hochschule für Musik „Hanns Eisler“ Berlin klassisches Klavier und Jazzpiano, aber auch Komposition/Tonsatz und Arrangement. Daneben spielte er zunächst in Rockbands wie Express und Neue Generation. 1977 holte ihn Günther Fischer als Keyboarder in sein Sextett, wo er bis 1984 blieb und auch an Plattenproduktionen beteiligt war. 1983 war er vorübergehend in der Band von Uschi Brüning.
Dann gründete er eine eigene Band mit Thomas Klemm, Jens Saleh und Mario Würzebesser, trat aber auch solistisch auf. Auch arbeitete er im Duo mit Uwe Kropinski und tourte mit Charlie Mariano, Toto Blanke, Manfred Schoof und Trilok Gurtu. Von 1990 bis 1992 war er Teil des Trios Wroblewsky-Donner-Klemm mit Thomas Klemm und Pascal von Wroblewsky. Seit 1992 konzentrierte er sich auf das Schreiben von Filmmusik, vor allem für das Fernsehen.

## Familie
Axel Donner heiratete 1983 die Schauspielerin Michèle Marian, mit der er drei Kinder hat.

## Filmografie (Auswahl)
- 1988: Stunde der Wahrheit
- 1993: Tatort: Renis Tod
- 1993: Der Betrogene
- 1994: Abgefahren
- 1995: Ausweglos
- 1995: Tatort: Eine mörderische Rolle
- 1995: Tatort: Mordnacht
- 1996: Tatort: Freitagsmörder
- 1997: Polizeiruf 110 – Feuertod
- 1997: Tatort: Akt in der Sonne
- 1997: Polizeiruf 110 – Heißkalte Liebe
- 1997–2007: Die Rettungsflieger (Fernsehserie)
- 1998: Tatort: Rosen für Nadja
- 1998: Fieber – Ärzte für das Leben (Fernsehserie)
- 2004: Polizeiruf 110 – Ein Bild von einem Mörder
- 2007: Tatort: Spätschicht
- 2007: Götterdämmerung
- 2009: 30 Tage Angst
- 2010: Ungesühnt
- 2011: Ein starkes Team – Tödliches Schweigen
- 2013: Ein starkes Team – Die Frau im roten Kleid
- 2014: Ein starkes Team – Alte Wunden
- 2014: Ein starkes Team – Späte Rache
- 2014: Verhängnisvolle Nähe
- 2015: Ein starkes Team – Beste Freunde
- 2017: Matula
- 2017: Der Bozen-Krimi – In der Falle
- 2018: Matula – Der Schatten des Berges
- 2018: Jenseits der Angst
- 2020: Der Bozen-Krimi – Blutrache
- 2020: Der Bozen-Krimi – Tödliche Stille
- 2021: Tödliche Gier (Fernsehfilm)
- 2022: Ein starkes Team – Die letzte Reise

## Diskographische Hinweise
- 1987: Axel Donner Quartett, Amiga
- 1991: Wroblewsky Donner Klemm, Deutsche Schallplatten GmbH
- 1993: Wroblewsky, Donner, Klemm, So Easy, Buschfunk (Musikverlag)
- 2005: To Michèle, Piano solo live, Klangräume
- Wroblewsky Donner Klemm live (ZYX Music)

## Lexikalische Einträge
- Jürgen Wölfer: Jazz in Deutschland. Das Lexikon. Alle Musiker und Plattenfirmen von 1920 bis heute. Hannibal, Höfen 2008, ISBN 978-3-85445-274-4.